# Centre de détection et de contrôle militaire
Pour les articles homonymes, voir CDC.

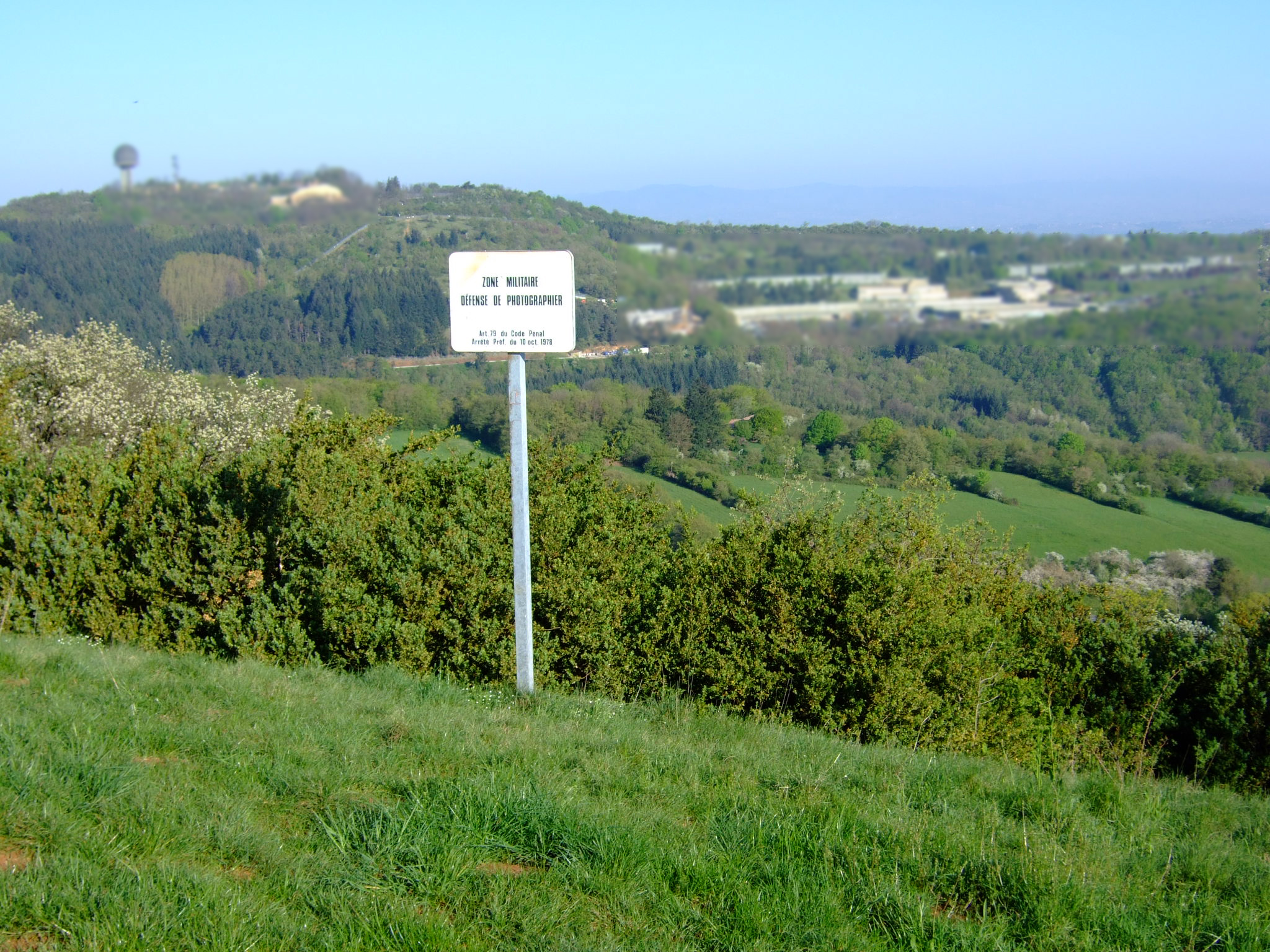
La base aérienne 942 Lyon-Mont-Verdun abrite le CDC homonyme.

Les centres de détection et de contrôle (CDC) sont chargés du contrôle aérien régional militaire. Il y en a trois (plus un en sommeil) en France :
- Raki à Tours Cinq-Mars-la-Pile pour le Nord[1] ;
- Marina à Mont-de-Marsan pour le Sud-Ouest[2] ;
- Rambert à Lyon Mont Verdun pour le Sud-Est[3].

Le CDC Rhodia de Nice a disparu en 2012.
Le CDC Riesling à Drachenbronn pour le Nord-Est de la France a été mis en sommeil le 17 juillet 2015 : les activités sont reprises par Cinq-Mars-La-Pile, mais le centre doit rester maintenu en condition opérationnelle pour un éventuel redémarrage.
La Base aérienne 901 Drachenbronn qui abritait le CDC a fermé ses portes ce même 17 juillet 2015.
Les CDC militaires sont un équivalent des CRNA civils. Au sein de chaque CDC se trouve un détachement civil de coordination, où des contrôleurs aériens civils travaillent aux coordinations civils/militaires.

## ARS
L'ARS est un centre de détection et de contrôle aux normes de l'OTAN. L'acronyme est composé à partir des trois sigles de ses éléments constitutifs :
- un ACC (Air Control Center), entité de contrôle aérien ;
- un RPC (Recognized Air Picture Center), centre d'élaboration de situation aérienne ;
- deux SFP (Sensor Fusion Posts), centres de fusionnement des informations.

L'ARS prend lui-même place dans un Air Command and Control System (ACCS).
Le CDC de Cinq-Mars-la-Pile avait vocation en 2013 à devenir un ARS rattaché à l'ACCS alors en projet à Poggio Renatico en Italie,.